# Сен-Жермен-де-Монброн
Сен-Жерме́н-де-Монбро́н (фр. Saint-Germain-de-Montbron) — коммуна во Франции, находится в регионе Пуату — Шаранта. Департамент — Шаранта. Входит в состав кантона Монброн. Округ коммуны — Ангулем.
Код INSEE коммуны — 16323.
Коммуна расположена приблизительно в 390 км к югу от Парижа, в 110 км южнее Пуатье, в 21 км к востоку от Ангулема.

## Население
Население коммуны на 2008 год составляло 473 человека.
| 1962 | 1968 | 1975 | 1982 | 1990 | 1999 | 2008 |
| ---- | ---- | ---- | ---- | ---- | ---- | ---- |
| 458  | 445  | 456  | 458  | 436  | 434  | 473  |

## Экономика
В 2007 году среди 303 человек в трудоспособном возрасте (15—64 лет) 229 были экономически активными, 74 — неактивными (показатель активности — 75,6 %, в 1999 году было 65,0 %). Из 229 активных работали 202 человека (110 мужчин и 92 женщины), безработных было 27 (9 мужчин и 18 женщин). Среди 74 неактивных 15 человек были учениками или студентами, 30 — пенсионерами, 29 были неактивными по другим причинам.

## Достопримечательности
- Приходская церковь Сен-Жермен (XII век). Исторический памятник с 1965 года[3]
  - Дарохранительница (XVII век). Высота — 155 см, длина — 210 см, ширина — 42 см. Исторический памятник с 2003 года[4]
  - Могильный памятник (XIII век). Исторический памятник с 1933 года[5]

## Фотогалерея
- Церковь Сен-Жермен
- Мэрия
- Карта коммуны